# Ludwika Maria Teresa Stuart
Ludwika Maria Teresa Stuart (ur. 28 czerwca 1692 w Saint-Germain-en-Laye, zm. 18 kwietnia 1712) – księżniczka angielska i szkocka. Najmłodsze dziecko króla Jakuba II i jego drugiej żony - królowej Marii z Modeny, córki Alfonsa IV d’Este.

## Narodziny
Ludwika Maria była drugim dzieckiem swoich rodziców, które przeżyło dzieciństwo. Jej bratem był Jakub Franciszek Edward Stuart. Nie znała swojej najstarszej siostry -  Marii II, gdyż ta zmarła 2 lata po jej narodzinach, ale była w przyjaznych stosunkach z siostrą Anną Stuart. Swoje imię zawdzięcza Ludwikowi XIV, królowi Francji, który był jej ojcem chrzestnym, zaś matką chrzestną była Elżbieta Charlotta, księżniczka Palatynatu Reńskiego, księżna orleańska. Po urodzeniu Jakub II oświadczył, że Ludwika została zesłana przez Boga jako pocieszenie dla rodziców, którzy byli wtedy na wygnaniu. W późniejszych latach była często nazywana La Consolatrice.

## Życiorys
Ludwika i jej starszy brat wychowywali się razem we Francji. Nauczycielem Ludwiki był ksiądz katolicki, Ojciec Constable, który uczył ją łaciny, historii i religii. Miała także guwernantki. Alegoryczny portret Alexis Simon Belle Jakuba Franciszka Edwarda i Ludwiki Marii Teresy przedstawia księcia jako Anioła Stróża prowadzącego swoją siostrę pod okiem cherubinów, został namalowany w 1699 roku i jest obecnie w kolekcji królewskiej. Ludwika bardzo lubiła tańce i operę, które były bardzo popularne na francuskim dworze. Miała proponowane dwa małżeństwa; pierwszy od Karola, księcia de Berry, a drugi od króla Szwecji Karola XII Wittelsbacha. Pierwszy ślub nie odbył się z powodu niejednoznacznej sytuacji Ludwiki, a drugi, dlatego że król Szwecji nie był katolikiem.

## Śmierć
W kwietniu 1712 roku ona i jej brat zachorowali na ospę. Jakub Franciszek Edward odzyskał zdrowie, ale Ludwika zmarła 18 kwietnia została pochowana w kościele angielskich benedyktynów w Paryżu. Podobnie jak wiele innych kościołów w Paryżu, kościół angielskich benedyktynów został zbezczeszczony i zniszczony podczas rewolucji francuskiej. Według Jules Janin, szczątki księżnej Ludwiki Marii i jej ojca króla Jakuba II zostały złożone w szpitalu wojskowym w Val-de-Grace.